# Lobòpodes
Els lobòpodes (Lobopodia) són un embrancament extint d'ecdisozous prehistòrics que aparegueren al Cambrià inferior. La seva situació taxonòmica és incerta, podrien haver sigut els avantpassats dels onicòfors i tardígrads, els avantpassats dels artròpodes o un grup completament diferent.

## Morfologia
La majoria dels lobòpodes mesuren només alguns centímetres de longitud (amb excepció d'algunes formes del Cambrià com Anomalocaris). Són segmentats, per bé que els segments poden ser difícils de discernir a causa del seu estret espaiament (~ 0,2 mm) i mida petita. El cos i les potes són circulars en secció transversal. Les potes, tècnicament anomenades lobòpodes, són de forma cònica, són més gruixudes al centre del tronc, prop del cap i de la cua. Les ungles són lleugerament corbades. L'intestí és recte, amb tubs indiferenciats, i en alguns fòssils es troben plens de sediment. L'intestí de Paucipodia és ample i variable, sent major cap al centre del cos. Els ulls són similars als dels artròpodes moderns com s'ha demostrat en Miraluolishania haikouensis.

## Registre fòssil
El més antic fòssil gairebé complet fins a la data d'aquests animals correspon al Cambrià inferior, i alguns també es coneixen des del Silurià. Posseeixen nombroses potes, o si no en tenen, lòbuls laterals com en els dinocàrids. Tenen nombroses plaques blindades que sovint cobreixen tot el cos i el cap. Ja que això disminueix la seva flexibilitat, en ocasions posseeixen espines que probablement jugaven un paper defensiu davant els depredadors.
El descobriment del 2011 del lobòpode Diania cactiformis al jaciment esquists de Maotianshan (Xina), datat al Cambrià Inferior (fa uns 530 milions d'anys), pot contribuir a demostrar que els artròpodes, que són el fílum més divers de l'actualitat amb més d'un milió d'espècies, provenen dels lobòpodes. Diania presenta extremitats articulades i cobertes per un exoesquelet rígid, que és el tret més característic dels artròpodes.
Aysheaia, dels estrats canadencs dels esquists de Burgess, és el lobòpode més similar en aparença als moderns onicòfors; un parell d'apèndixs al cap han estat considerats precursors de les actuals antenes. Xenusion aparentment era capaç de rodar per si mateix, tenia espines que donaven cap a l'exterior, donant la idea d'aquesta estratègia defensiva és comú en els lobòpodes.
No obstant això, amb molt, els més famosos lobòpodes són els membres del gènere Hallucigenia, anomenats així per la seva estranya aparença. Originalment va ser reconstruïda amb les potes similars a xanques i misterioses protuberàncies carnoses dorsals. Durant molt temps va ser considerat un exemple de la manera en què la natura ha experimentat amb els més diversos dissenys i cossos estranys en el Cambrià. No obstant això, més descobriments van demostrar que en aquesta reconstrucció l'animal s'havia col·locat a l'inrevés; la interpretació de les "protuberàncies" dorsals similars a espines eren en realitat les potes. Aquesta segona reconstrucció també van intercanviar els extrema anteriors i posteriors de la criatura, el que amb investigacions més recents es va demostrar erroni.

## Galeria

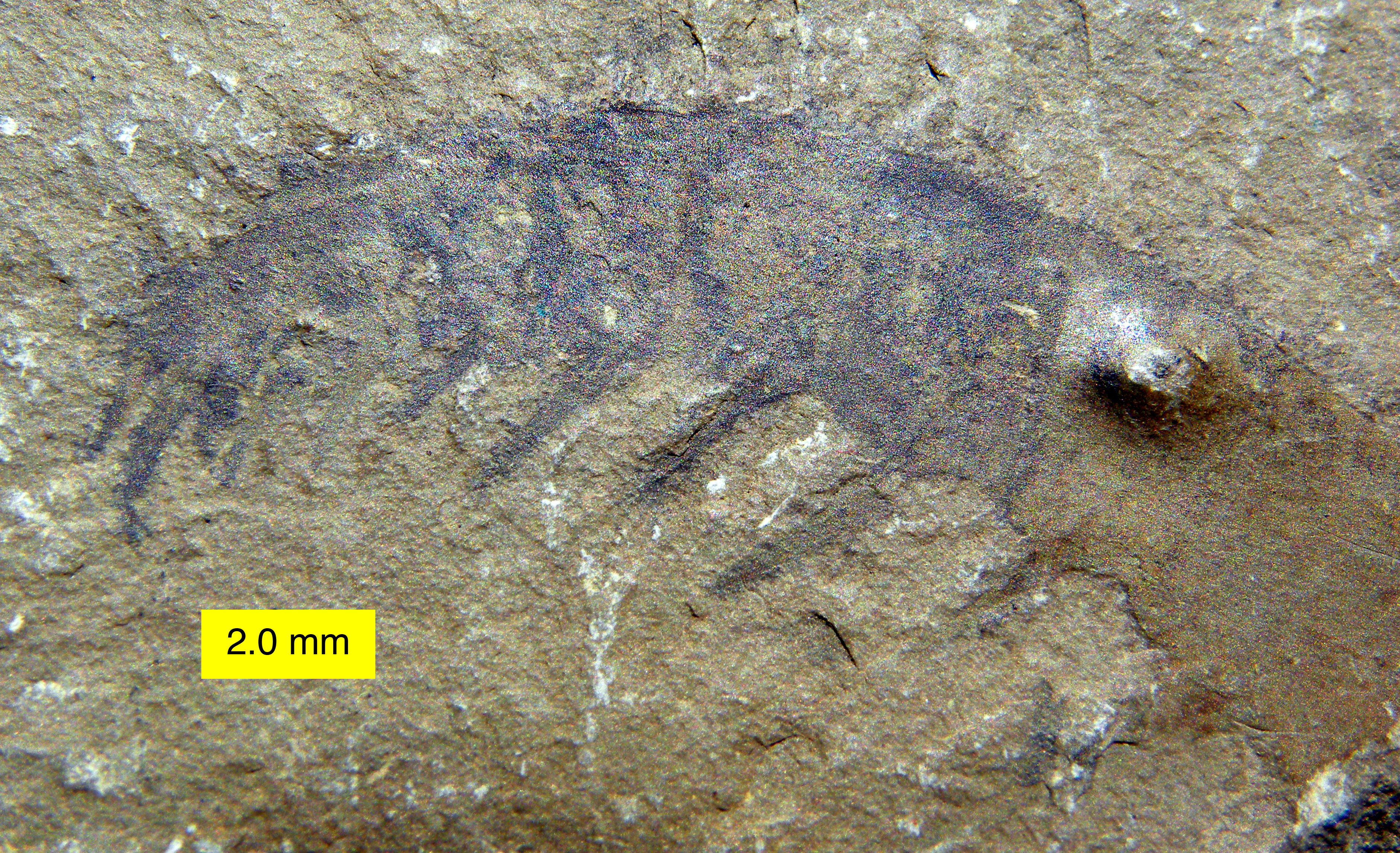
Anomalocaris
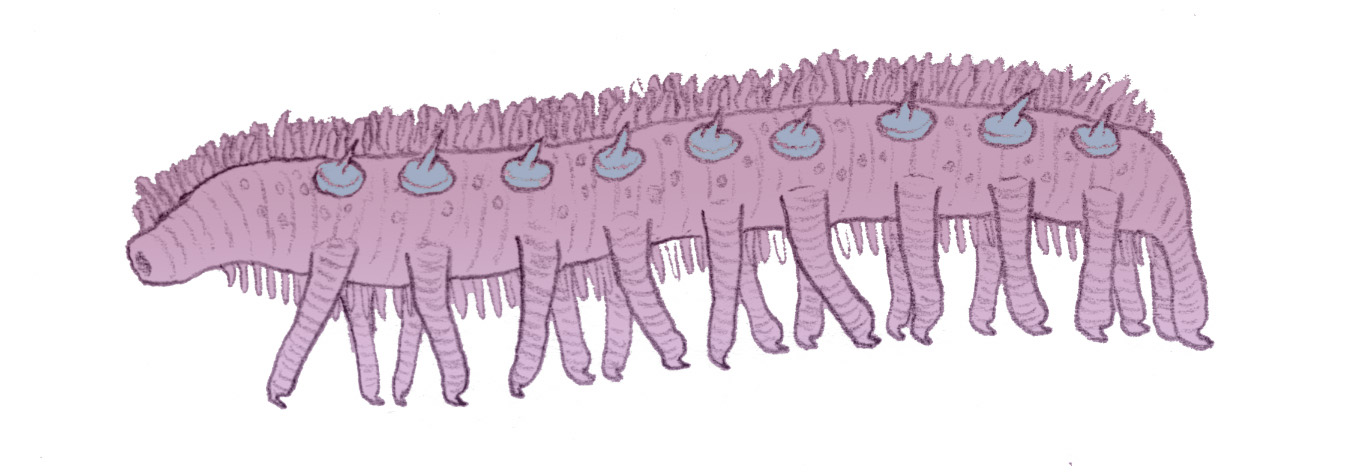
Onychodictyon
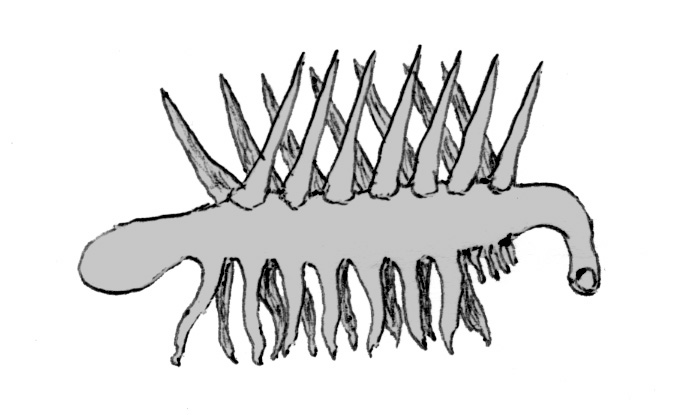
Hallucigenia
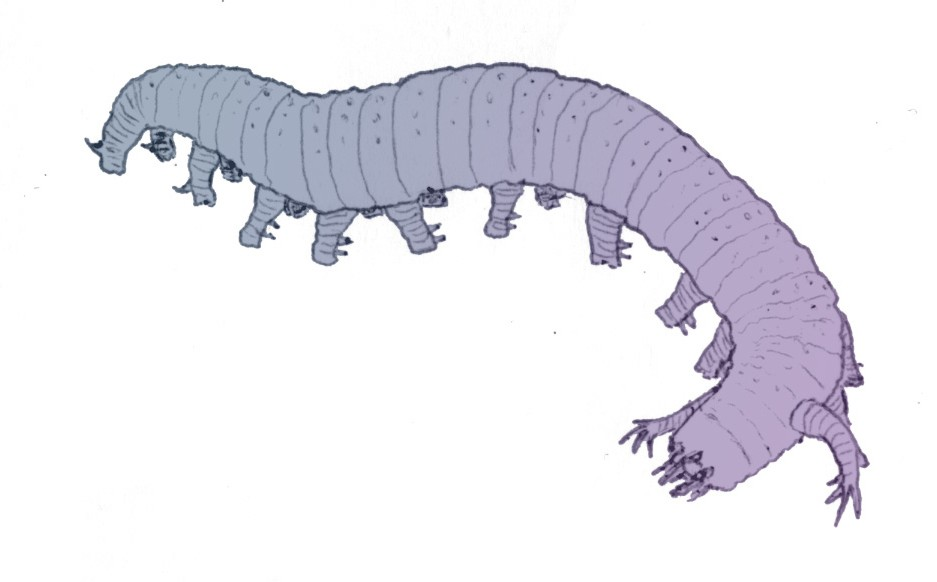
Aysheaia
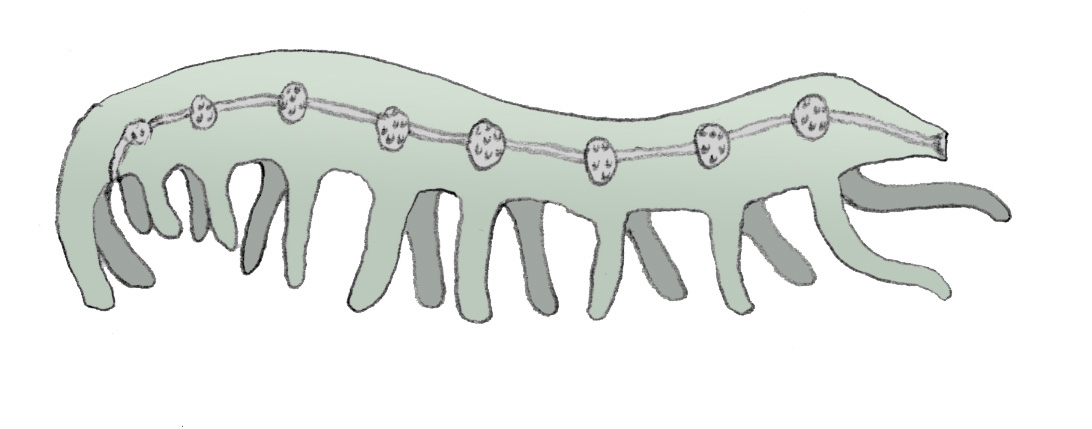
Microdictyon
Xenusion